# Herb gminy Lubsza
Herb gminy Lubsza – jeden z symboli gminy Lubsza, ustanowiony 5 października 1995.

## Wygląd i symbolika
Herb przedstawia na tarczy w polu złotym zielone drzewo iglaste z czarnymi korzeniami, wyrastające z herbu, będącego połączeniem godła Polski oraz Piastów brzesko-legnickich (biały orzeł ze złotą przepaską na czerwonym tle), z okręgiem w środku, w którym umieszczono czarnego koziołka (jednorożca), trzymającego w pysku zieloną gałązkę, a za nim srebrno-błękitne linie faliste. Herb wielki gminy zawiera również dwa srebrne trzymacze (ryby) oraz złoto-czerwoną koronę z napisem „LUBSZA”. Biało-czerwono-złoty herb nawiązuje do historii terenów gminy i ich przynależności do państwa polskiego, natomiast pozostałe elementy odwołują się do tradycji łowieckich oraz rolniczo-leśnego charakteru gminy.